# Manlio Brosio
Manlio Giovanni Brosio (ur. 10 lipca 1897 w Turynie, zm. 14 marca 1980 tamże) – włoski prawnik, dyplomata i polityk. W latach 1964–1971 sprawował funkcję sekretarza generalnego NATO.

## Życiorys
Brosio był absolwentem wydziału prawa Uniwersytetu Turyńskiego. W czasie I wojny światowej służył jako oficer w oddziałach Alpini. W 1920 rozpoczął karierę polityczną, z której niedługo później musiał zrezygnować, jako zadeklarowany przeciwnik faszyzmu. W okresie tym związał się z ruchem tzw. liberalnej rewolucji. 
W czasie II wojny światowej, po wyzwoleniu Włoch przez aliantów w 1943 r., Brosio przeszedł do podziemia. W latach 1943–1944 był członkiem włoskiego Narodowego Komitetu Wyzwolenia. Po wojnie, w 1945 r., objął stanowisko ministra obrony narodowej. W 1947 r., jako ambasador Włoch w Związku Radzieckim, negocjował pokój pomiędzy oboma państwami. W 1952 r. został ambasadorem w Wielkiej Brytanii, w 1955 r. w USA, a w latach 1961–1964 we Francji.
12 maja 1964 r. Brosio został desygnowany jako następca Dirka Stikkera na stanowisku sekretarza generalnego NATO. Zrezygnował z pełnienia stanowiska 3 września 1971 r. Jego następcą został Joseph Luns. 29 września 1971 r. 

## Odznaczenia
- Krzyż Wielki Orderu Zasługi Republiki Włoskiej (1955)[1]
- Prezydencki Medal Wolności (Stany Zjednoczone, 1971)[2]